# Turkcell
A Turkcell é a maior empresa de telefonia da Turquia, com base em Istambul. A companhia tinha 34,8 milhões de clientes em setembro de 2007, tornando-a a segundo maior do ramo na Europa.

## Área de cobertura
A Turkcell cobre uma área que inclui 100% da população vivendo em cidades com mais de 3 000 pessoas, 97,21% da população total e 80,44% da área da Turquia.